# الأسطورة (مسلسل كوري)
الأسطورة (هانغل: 태왕사신기)؛ هو مسلسل تلفزيوني تاريخي خيالي كوري جنوبي صدر 2007 ، بطولة باي يونغ جون ، لي جي آه ، مون سو ري وتشوي مين سو . من إخراج Kim Jong-hak وتأليف Song Ji-na ، تم بثه على MBC من 11 سبتمبر إلى 5 ديسمبر 2007 يومي الأربعاء والخميس الساعة 21:55 لمدة 24 حلقة.

## روابط خارجية
الأسطورة على موقع IMDb (الإنجليزية)
- الأسطورة على موقع ليتربوكسد (الإنجليزية)
- الأسطورة على موقع كينوبويسك (الروسية)
- الأسطورة على موقع قاعدة بيانات الفيلم (الإنجليزية)